# Tina Covaliu
Tina Covaliu a fost un medic, cercetător și inventator român, cunoscut pentru dezvoltarea medicamentului „Covalit”, un tratament inovator pentru litiaza biliară, care permite vindecarea fără intervenție chirurgicală. Activitatea sa profesională s-a desfășurat în principal la Spitalul P.T.T. din București și în colaborare cu Institutul Central de Cercetări Chimice din București.

## Biografie

### Copilărie și educație
Nu există informații disponibile despre copilăria și educația Tinei Covaliu.

### Carieră profesională
Tina Covaliu și-a început cariera medicală la Spitalul Colțea din București, unde a fost confruntată cu un moment definitoriu al parcursului său profesional. În 1951, mama sa a fost diagnosticată cu cancer hepatic și i s-a acordat un prognostic de doar șase luni de viață. Refuzând să accepte acest diagnostic, Covaliu a efectuat propriile cercetări de laborator, descoperind că era vorba de o litiază biliară, nu de cancer. Cu sprijinul profesorului Hortolomei, mama sa a fost operată și a trăit încă peste 20 de ani.
Această experiență a determinat-o să aprofundeze studiul litiazei biliare și să dezvolte o metodă de tratament non-chirurgical. A descoperit că dezechilibrul hidroelectrolitic, care favorizează formarea calculilor biliari, poate fi contracarat prin utilizarea rășinilor sintetice schimbătoare de ioni. Astfel a creat „Covalit”, un medicament brevetat, care a vindecat, conform surselor, aproximativ 8.000 de persoane sub supravegherea sa directă.
Tina Covaliu a colaborat cu Institutul Central de Cercetări Chimice din București, contribuind la progresul cercetării medicale din România. De asemenea, a beneficiat de sprijinul savantului Henri Coandă în dezvoltarea metodei sale de dizolvare a calculilor biliari.

### Familie
Nu există informații disponibile despre familia Tinei Covaliu, cu excepția faptului că mama sa a fost pacienta care a inspirat cercetările sale, iar fratele său a fost implicat în discuțiile legate de tratamentul mamei.

## Activitate științifică
Tina Covaliu s-a concentrat pe studiul litiazei biliare, identificând cauzele formării calculilor și dezvoltând o metodă inovatoare de tratament. Cercetările sale au evidențiat rolul dezechilibrului hidroelectrolitic în formarea pietrelor și au propus o soluție bazată pe rășini sintetice schimbătoare de ioni, care dizolvă calculii fără a necesita intervenții chirurgicale.

## Lucrări
Principala contribuție a Tinei Covaliu este invenția medicamentului „Covalit”, omologat și brevetat, introdus în fabricație și utilizat pe scară largă pentru tratarea litiazei biliare. Nu există informații despre alte lucrări publicate de aceasta.

## Premii și recunoaștere
Nu există informații specifice despre premiile primite de Tina Covaliu, dar contribuția sa a fost recunoscută prin impactul medicamentului „Covalit”, utilizat pentru vindecarea a mii de pacienți.

## Recunoaștere internațională
Metoda dezvoltată de Tina Covaliu a fost menționată în contexte internaționale, fiind comparată cu alte strategii de tratare a litiazei biliare, precum cele ale lui Lai Chiu Nan și Andreas Moritz. De asemenea, „Covalit” a fost brevetat, ceea ce sugerează o recunoaștere a valorii sale la nivel global.

## Contribuții suplimentare
Pe lângă dezvoltarea „Covalit”, Tina Covaliu a contribuit la progresul medicinei românești prin colaborarea cu Institutul Central de Cercetări Chimice din București, o instituție recunoscută pentru realizările sale în domeniul cercetării medicale.